# Prostitution au Brésil

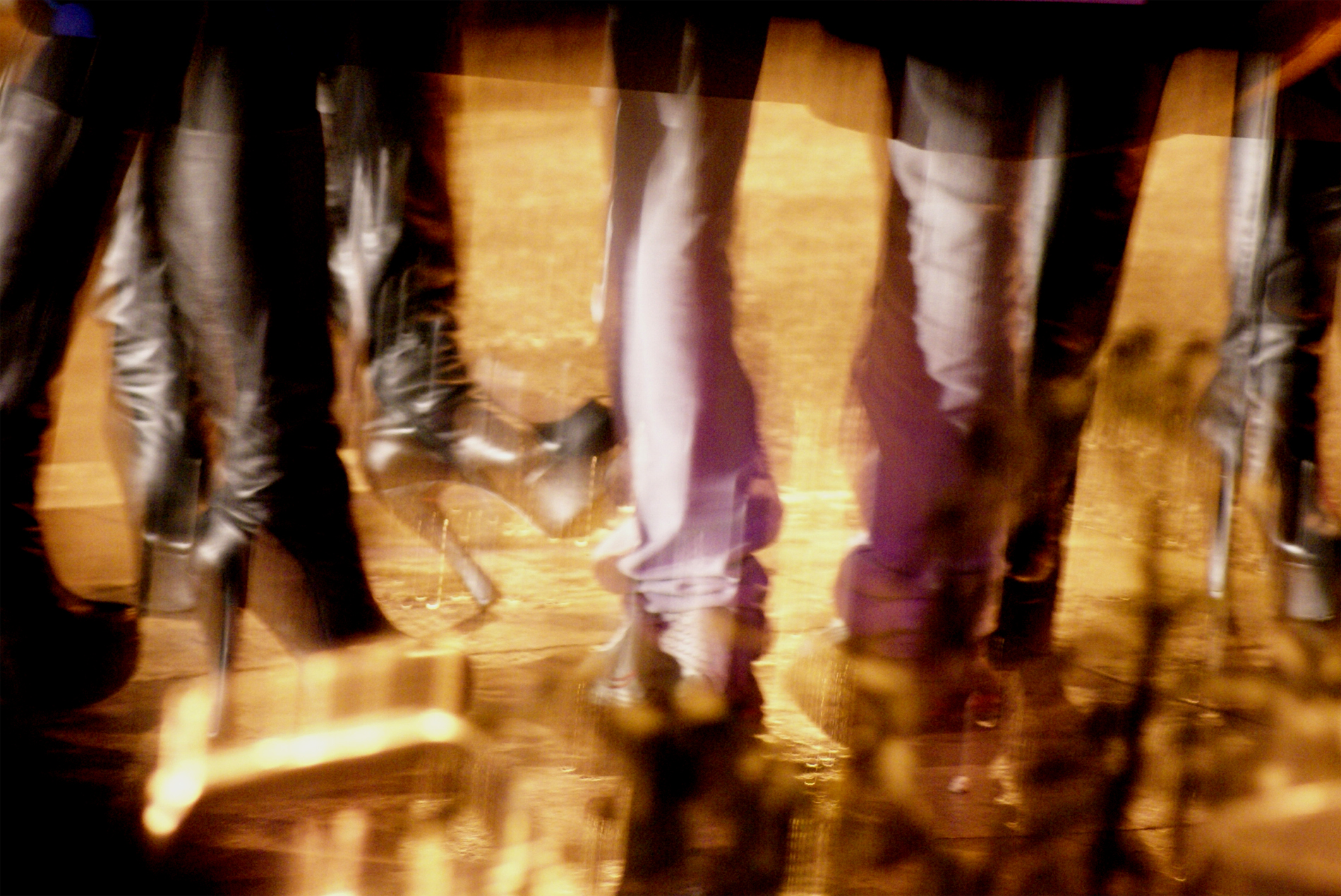
Prostituées prospectants en pleine rue.

La prostitution au Brésil est légale, car il n'y existe pas de lois interdisant aux adultes d'être des professionnel(le)s du sexe, mais il est illégal d'exploiter un lupanar ou d'employer des prostituées de toute autre manière. Les lois sur l'ordre public et le racolage sont utilisées contre les prostituées de rue. Le coût des prestations des prostituées est le sujet le plus recherché dans les requêtes d'achats sur Google au Brésil.

## Ampleur du phénomène
Une enquête de 2013 publiée par l'ONUSIDA a estimé qu'il y avait 546 848 prostituées dans le pays.
L'exploitation d'enfants et d'adolescents par le biais de la prostitution au Brésil est répandue et constitue un problème grave. Le Brésil est considéré comme ayant les pires niveaux de trafic sexuel d'enfants après la Thaïlande, avec environ 250 000 enfants impliqués,. Le phénomène est étroitement lié aux niveaux élevés de pauvreté et d’inégalités dans certaines régions du pays. Selon le rapport "Projet Protection" publié en 2018, diverses sources officielles s'accordent à dire que de 250 000 à 500 000 enfants vivent comme des enfants prostitués.
Les ONG et les responsables rapportent que certains policiers ignorent l'exploitation des enfants dans le trafic sexuel, fréquentent les bordels et volent et agressent les femmes dans la prostitution, empêchant l'identification des victimes de la traite sexuelle.

## Législation
La prostitution elle-même (échange de sexe contre de l'argent) au Brésil est légale, car il n'y a pas de lois interdisant le travail du sexe chez les adultes, mais il est illégal d'exploiter un lupanar ou d'employer des travailleurs du sexe de toute autre manière. 
En 2002, la pression exercée par l'organisation des travailleuses du sexe Davida a contribué à ce que le ministère brésilien du Travail ajoute le «travailleur du sexe» à une liste officielle des professions. Le commerce du sexe professionnel n'est en aucun cas réglementé (aucun contrôle de santé obligatoire, aucune licence n'est délivrée, etc.), mais les travailleurs du sexe et les call-girls peuvent contribuer au fonds de pension officiel du gouvernement et recevoir des prestations à leur retraite.
Les lupanars clandestins ne sont pourtant pas inhabituels au Brésil. Afin de réduire leur nombre et de sortir certaines prostituées de situations avérées d'exploitation sexuelle, le député fédéral Jean Wyllys a présenté, en 2013, le projet de loi Gabriela Leite, visant à réglementer la profession et les droits des travailleuses du sexe.
Les travailleuses du sexe brésiliennes ont fait campagne pour l'abrogation des lois criminalisant le maintien des lupanars et le proxénétisme. Ces infractions sont passibles de peines de deux à cinq ans de prison. Le Réseau national des professionnels du sexe (Rede Brasileira de Prostitutas) était en colère contre la quatrième conférence mondiale sur les femmes de Beijing, pour sa condamnation de la prostitution. Leur cheffe, l'ex-prostituée et sociologue Gabriela da Silva Leite, a déclaré qu'elle avait suivi des cours avec le sociologue Fernando Henrique Cardoso à l'Université de São Paulo, qui devint plus tard président du Brésil.

### Site Web gouvernemental
Le site Web du gouvernement sur les travailleuses du sexe du ministère brésilien du Travail et de l'Emploi, qui décrit le travail du sexe comme une profession, a été source de controverses, certains accusant le gouvernement d'encourager le travail du sexe professionnel .  
La presse a rapporté à la fin de 2008 qu'un fonctionnaire du gouvernement avait annoncé que le site serait « atténué » à la suite des critiques. Le professeur de droit Luiz Flavio Gomes a déclaré au journal O Globo dans son édition en ligne que "ce qui se trouve sur le site donne l'impression d'une excuse pour l'exploitation sexuelle".
«Professionnel du sexe» est décrit comme suit sur le site : « Ils [le travailleur du sexe] travaillent de leur propre initiative, dans la rue, dans les bars, les boîtes de nuit, les hôtels, le port, les autoroutes et dans les garimpos (lieux de prospection d'or). Ils agissent dans différents environnements: plein air, lieux fermés et à l'intérieur des véhicules, avec des horaires irréguliers. Dans l'exercice de certaines de leurs activités, ils peuvent être exposés aux gaz des véhicules, aux intempéries, à la pollution sonore et à la discrimination sociale. Il y a toujours des risques de contracter des MST, de mauvais traitements, de violence de rue et de mort ».

## Historique

### Prostitution et esclavage
Au XVIe siècle, les Portugais ont commencé à importer des Africains noirs au Brésil. Les esclaves devaient également être sexuellement disponibles pour leurs propriétaires, ainsi que pour leurs surveillants, amis, parents, visiteurs, commerçants ambulants, et autres. Puisque les esclaves étaient considérés comme des choses et non comme des personnes, semblables aux animaux, ils n'étaient protégés par aucune loi et pouvaient être exploités presque sans restriction. 
Au cours de la première moitié du XIXe siècle, les esclaves, destinés à la prostitution, ont été achetés directement aux commerçants africains. Bien qu'il y ait eu plusieurs tentatives pour interdire la prostitution, il n'y a pas eu de lois contre elle. Les prostituées étaient parfois accusées d'être des vagabondes et de provoquer des troubles.

### L'apogée de la prostitution au début duXXesiècle
Après l'abolition de l'esclavage officiel au Brésil par la Lei Áurea (Loi d'or) en 1888, de nombreuses anciennes esclaves et leurs filles ou petites-filles ont tenté de gagner de l'argent en tant que prostituées. Le point culminant a été atteint vers 1930 : les bordels de Rio de Janeiro étaient célèbres dans le monde entier. Le bordel Casa Rosa est aujourd'hui devenu un centre culturel (pt),.

### Prostituées juives au Brésil
Les prostituées juives sont un chapitre spécial de l'histoire de la prostitution au Brésil. En 1867, au port de Rio de Janeiro, arrivèrent soixante-dix juives de Pologne, attirées par de fausses promesses et abusées comme prostituées. Comme les victimes juives ultérieures de Russie, de Lituanie, de Roumanie, d'Autriche et de France, elles étaient appelées «Polacas» (filles polonaises). Environ 1 200 femmes les ont suivies dans les années suivantes. La plupart étaient des victimes de la mafia juive des proxénètes de Zwi Migdal. Leurs membres se sont rendus dans les villes pauvres d'Europe de l'Est et se sont imposés comme de riches hommes d'affaires d'Amérique latine à la recherche d'épouses. En vérité, ils faisaient du trafic. Les femmes qui ont cru leurs promesses sont devenues des esclaves sexuelles.
En 1931, le Brésil comptait plus de 400 lupanars juifs. En 1936, l'écrivain allemand Stefan Zweig a visité le célèbre quartier chaud de Rio de Janeiro, Mangue. Il a décrit dans son journal la misère de ces femmes, mais il a également noté que ces Juives d'Europe de l'Est « promettaient une perversion excitante et inhabituelle ». Les prostituées ont fondé une deuxième communauté juive à Rio, avec leur propre cimetière et leur propre synagogue, parce que les prostituées étaient rejetées par les autres Juifs. Là, les femmes ont célébré les fêtes juives, bien qu'il n'y ait pas eu de liturgie pour les femmes à l'époque. Les souteneurs étaient des mécènes importants du théâtre juif. Lors des avant-premières, Polacas, luxueusement vêtue, s'est assise aux premiers rangs et a été présentée à la clientèle potentielle. La Seconde Guerre mondiale a mis fin à ce trafic de femmes. Les prostituées juives ont influencé la vie culturelle et la scène artistique de Rio. Elles ont inspiré des musiciens. Il existe trois cimetières de prostituées juives au Brésil. En 1970, la dernière des prostituées attirées dans le pays par la mafia a été enterrée au cimetière juif des prostituées de Rio.
En 2007, la communauté juive féminine de Rio de Janeiro a conçu pour la première fois une cérémonie du sabbat pour les prostituées juives. La célébration n'a pas eu lieu dans une synagogue, mais dans le centre culturel du quartier Lapa, mais il y a encore des préjugés contre ces femmes.

### Période actuelle
Selon un sondage réalisé en 1998, 64% des Brésiliens et Brésiliennes pensaient que le travail du sexe professionnel était immoral et devrait être rendu illégal, alors que 29% le considéraient comme un travail comme un autre. Cinquante-neuf pour cent (64% des femmes) pensent que les travailleuses du sexe font ce qu'elles font parce qu'elles aiment ça.
Dans les années 2000, la travailleuse du sexe Bruna Surfistinha, une prostituée revendiquée, a attiré l'attention des médias pour son blog où elle a raconté ses expériences avec des clients. Elle est devenue célèbre et a écrit un livre autobiographique, O Doce Veneno do Escorpião (São Paulo, SP: Panda Books, 2005). La militante considérée comme la plus importante pour les droits des prostituées au Brésil était la prostituée Gabriela Leite (1951–2013), qui menait la campagne pour reconnaître le travail du sexe en tant que profession, afin qu'elles aient accès au système de pension. Elle est la fondatrice de Davida, une organisation pour les droits des travailleuses du sexe. Il existe par ailleurs plusieurs autres organisations, comme le "Rede brasileira de prostitutas" (Réseau des prostituées brésiliennes).
L'état de Minas Gerais est le siège de l'activité d'Aprosmig (Association des prostituées du Minas Gerais). L'association est devenue célèbre du fait de l'élection annuelle de Miss Prostituée, et elle a organisé des cours d'anglais pour les prostituées avant la Coupe du monde de football 2014 au Brésil et pour les Jeux olympiques d'été de 2016. Enfin, elle a facilité l'accès aux assurances pour les travailleuses du sexe. Par son initiative, les prostituées travaillant dans la rue peuvent également être payées autrement que par espèces. L'Aprosmig a aussi mis en place un petit musée du sexe.
La limite entre les prostituées et les non-prostituées devient de plus en plus fluide, car il y a de plus en plus de prostituées non professionnelles, qui n'offrent leur corps que lorsqu'elles ont besoin d'argent ou d'autres biens. Outre le sexe de survie, les femmes et les adolescents proposent des relations sexuelles pour obtenir un téléphone mobile ou un autre produit, pour payer leurs dettes ou celles de leurs parents, voire recherchent des avantages immatériels (sexe transactionnel). Les femmes et les filles se vendent de temps en temps dans la rue ou à la plage, ou sont obligées de le faire par leurs partenaires, pour obtenir la somme nécessaire pour payer des dépenses supplémentaires. Dans l'ancien réseau social Orkut, jusqu'à 30% de toutes les femmes et filles interrogées dans diverses enquêtes ont déclaré qu'elles avaient déjà fourni des services sexuels contre de l'argent ou d'autres avantages ou biens.
Les quartiers les plus importants consacrés au commerce du sexe sont la Vila Mimosa à Rio de Janeiro et la Rua Augusta à São Paulo.

## VIH / SIDA
En 2003, on estimait qu'environ 6% des professionnel(le)s du sexe brésiliens étaient infectés par le VIH. Gabriela Silva Leite, directrice exécutive de Prostitution Civil Rights, dit qu'en raison des campagnes d'information, l'utilisation du préservatif parmi les travailleuses du sexe est élevée.
Le gouvernement brésilien a refusé 40 millions de dollars de financement américain contre le VIH / SIDA en 2005, parce que le gouvernement américain a exigé de tous les bénéficiaires qu'ils signent un engagement contre la prostitution. Le programme brésilien de lutte contre le sida emploie des professionnel(le)s du sexe pour distribuer des informations et des préservatifs gratuits. Le commissaire brésilien chargé du sida, Pedro Checker, a déclaré: « Les travailleuses du sexe participent à la mise en œuvre de notre politique sur le sida et à la décision de la promouvoir. Ce sont nos partenaires. Comment demander aux prostituées de prendre position contre elles-mêmes ? ».
Un article du Washington Post a déclaré que le programme brésilien de lutte contre le sida était considéré en 2006 par les Nations unies comme le plus efficace dans le monde en développement.

## Travailleurs du sexe à l'étranger
On trouve un grand nombre de professionnel(le)s du sexe brésiliens dans certaines régions de l'Argentine, du Chili, du Suriname, de l'Uruguay, des États-Unis et de l'Europe occidentale, notamment au Portugal, en Espagne, aux Pays-Bas et au Royaume-Uni.

## Tourisme sexuel
Le tourisme sexuel existe dans tout le pays, mais il est plus apparent dans les villes de villégiature côtières du nord-est, du sud et du sud-est, et dans les principales destinations touristiques telles que Rio de Janeiro et Fortaleza, ainsi que dans les zones touristiques comme celle du Pantanal.
Une étude de 2006 de l'Université de Brasilia a révélé qu'environ un quart des 1514 destinations touristiques fréquentées avaient un marché commercial sexuel actif pour les enfants et les adolescents, et a également constaté, en combinaison avec le SEDH et le Fonds des Nations unies pour l'enfance, que le commerce du sexe implique des enfants et des adolescents dans environ un sixième des 5 561 municipalités du pays. En 2014, une ONG anglaise a annoncé qu'elle publierait des publicités sur les vols britanniques à destination du Brésil afin de décourager les touristes de payer pour des relations sexuelles avec des enfants pendant la Coupe du monde de football.

## Trafic sexuel
Le Brésil est un pays d'origine, de transit et de destination pour les femmes et les enfants victimes de trafic sexuel. Des femmes et des enfants brésiliens sont exploités dans le pays. Les femmes brésiliennes sont victimes de trafic sexuel à l'étranger, en particulier en Europe occidentale et en Chine. Des femmes et des filles d'autres pays d'Amérique du Sud, en particulier du Paraguay, sont exploitées dans le trafic sexuel au Brésil. Des Brésiliens et des Brésiliens transgenres ont été exploités dans le trafic sexuel en Espagne et en Italie.
Les femmes sont victimes de la traite de toutes les régions du pays. Le gouvernement a signalé que des itinéraires de trafic existaient dans tous les États et dans le District Fédéral. La recherche nationale sur la traite des femmes, des enfants et des adolescents à des fins d'exploitation sexuelle a identifié 241 itinéraires de trafic internationaux et nationaux. Les personnes exploitées dans des projets de traite sont généralement issues de familles à faible revenu et n'ont généralement pas terminé leurs études secondaires.
On estime que le Brésil représente 15 % des femmes victimes de la traite des êtres humains en Amérique du Sud, une grande majorité venant du Nord et du Nord-Est.
Le Bureau de surveillance et de lutte contre la traite des personnes du département d'État des États-Unis classe le Brésil comme un pays de « niveau 2 ».

### Sources
- Pasini E. Sexo para quase todos: a prostituição feminina na Vila Mimosa (Sexe pour presque tous: prostitution féminine à Vila Mimosa) Cadernos Pagu no 25 Campinas juillet / déc. 2005
- Les travailleuses du sexe brésiliennes ne pleurent pas, elles s'organisent.

#### Migration, tourisme et trafic
- Adriana Gracia Piscitelli. Sexe tropical dans un pays européen: migration des femmes brésiliennes en Italie dans le cadre du tourisme sexuel international (Sexo tropical em um país europeu: migração de brasileiras para a Itália no marco do "turismo sexual" internacional) Estud. fem. vol.4 no.se Florianópolis 2008
- Blanchette, Thaddeus; Silva, Ana Paula. A mistura clássica: o apelo do Rio de Janeiro como destino para o turismo sexual. Rio de Janeiro: Leitura Crítica, 2004.
- Silva, Ana Paula da et Grupo Davida et al. Prostitutas, "traficadas" e pânicos morais: uma análise da produção de fatos em pesquisas sobre o "tráfico de seres humanos". Goujat. Pagu [ ligne ] . 2005, n ° 25, pp. 153–184. (Prostituées, victimes de traite et paniques morales: une analyse de la façon dont les faits sont produits dans la recherche sur la «traite des êtres humains»)

#### Copacabana
- Silva AP da; Blanchette T. "Nossa Senhora da Help": sexo, turismo e deslocamentotransnacional em Copacabana. Cadernos Pagu, Campinas, n. 25, p. 249-280, 2005. (Notre-Dame de l'Aide: sexe, tourisme et déplacement transnational à Copacabana)
- La fermeture de la discothèque de Rio laisse les prostituées impuissantes. Guardian août 2009
- C'était un long adieu, mais Help, le temple du sexe de Rio, est fermé. Brazzilmag 7 janvier 2010
- Prostituées au Brésil

### Organisations de travailleurs du sexe
- Rede Brasileira de Prostitutas
- Davida
- NEP (Núcleo de Estudos da Prostituição)